# Rhadinaea bogertorum
Rhadinaea bogertorum — вид змій родини полозових (Colubridae). Ендемік Мексики. Вид названий на честь американського герпетолога Чарльза Мітчілла Богерта та його дружини Марти.

## Опис
Голотип Rhadinaea bogertorum досягає 44,8 см, враховуючи хвіст 13,3 см см. Спинні луски гладкі, без апікальних ямок, в 17 рядів по всій довжині тіла.

## Поширення і екологія
Rhadinaea bogertorum мешкають в горах Сьєрра-Хуарес на півночі центральної Оахаки. Вони живуть у вологих гірських і хмарних тропічних лісах, серед опалого листя. Зустрічаються на висоті від 2025 до 2075 м над рівнем моря. Відкладають яйця.